# 2010 في النرويج
فيما يلي قوائم الأحداث التي وقعت خلال عام 2010 في النرويج.

## رياضة
- 1 يناير – الدوري النرويجي الممتاز 2010 الفائز نادي روسنبورغ.
- 1 يناير – الدوري النرويجي الممتاز للسيدات 2010 الفائز Stabæk Fotball Kvinner [الإنجليزية]‏.
- 1 يناير – دوري كرة القدم النرويجي الدرجة الأولى 2010 الفائز نادي سوغندال لكرة القدم.
- 1 يناير – كأس النرويج 2010 الفائز نادي سترومسغودست لكرة القدم.

## أفلام
من الأفلام التي صدرت هذه السنة في النرويج:
- 1 يناير – الفريسة الباردة 3
- 17 سبتمبر – رجل لطيف إلى حد ما من إخراج هانز بيتر مولاند.
- 12 نوفمبر – منزل لعيد الميلاد من إخراج بنت هامر.

## وفيات

### مارس
- 4 مارس – أمالي كريستي (مواليد 1913) عازفة بيانو نرويجية.

### أغسطس
- 17 أغسطس – إلزه هاغن (مواليد 1914) رسامة نرويجية.

### سبتمبر
- 30 سبتمبر – تور ريختر (مواليد 1938) مهندس نرويجي.

### أكتوبر
- 17 أكتوبر – فين هالد (مواليد 1929)
- 18 أكتوبر – روالد هالفورسن (مواليد 1914) سياسي نرويجي.
- 25 أكتوبر – آدا بولاك (مواليد 1914) مؤرخة فن نرويجية.

### نوفمبر
- 19 نوفمبر – أيستاين إغن (مواليد 1944) كاتب نرويجي.

### ديسمبر
- 14 ديسمبر – هاكون كريستي (مواليد 1922) مهندس معماري نرويجي.